# Artillerivejens Kaserne
Artillerivejens Kaserne er en tidligere kaserne og våbenarsenal ved Artillerivej på Islands Brygge i København. Den anvendes nu af Statens Serum Institut. Kasernen, der var opført 1887-1888 og indviet april 1891, er blevet nedrevet gradvist gennem årene. Den er tegnet af Alfred Møller.
Af det oprindelige anlæg findes stadig enkelte bygninger; bl.a. staldbygningerne omkring ridebanen/ekserserpladsen, ridehuset, gymnastiksalen, den nuværende administrationsbygning, officersboligerne (Artillerivej nr. 1-3) og muren ud mod Artillerivej.